# Escorxador municipal de Badalona
L'antic escorxador municipal de Badalona és una obra noucentista protegida com a bé cultural d'interès local del municipi de Badalona (Barcelonès).

## Descripció

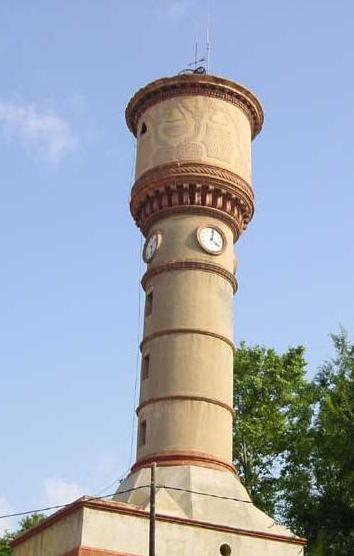
Torre del rellotge

És un recinte clos amb més de 17.000 metres quadrats organitzats en naus o pavellons d'escorxament, cadascun amb una funció específica, segons el model alemany, que es dedicava per a cada bestiar: porcí, boví i oví, i on encara són visibles els rails elevats de transport de peces. A part de les altres dependències necessàries com les administratives o sanitàries.
Altres dependències són el pavelló d'accés, els forns crematoris i la vistosa torre d'aigües o del rellotge, que és l'element més representatiu del conjunt.
Les naus presenten, a l'interior, columnes de la foneria Torras, i frisos ceràmics. Les construccions tenen un aire vagament noucentista pels aplics en terra cuita, classicitzants, incorporats a les construccions industrials.

## Història
Dins la política d'obres públiques de l'alcalde Sabaté, durant la dictadura de Primo de Rivera, l'escorxador de Badalona n'és una de les més importants. Substituïa l'escorxador del carrer de la Quintana Alta, a Dalt de la Vila, que presentava greus deficiències d'espai i higiene, amb poques possibilitats d'ampliació. Per tant, el nou escorxador fou, en el seu moment, una obra de concepció i emplaçament adequats, allunyat aleshores de la zona urbana.
La primera vegada que es menciona la intenció de construir el nou escorxador es el 13 de setembre del 1924 a El Eco de Badalona, un setmanari de premsa local, on es faculta a l’alcalde a buscar terrenys amb destí del nou emplaçament, això té lloc al “Consejo Municipal”. Menys d’un més després, al Ple de l’Ajuntament s'estableix un pressupost de 200.000 pessetes per l’adquisició del terreny, i unes 1.250.000 pessetes per a la construcció d’un edifici dins del conjunt i material per aquest.
El 14 de març del 1925l’alcalde de Badalona el Sr. Sabater va anunciar al públic la subhasta per a l’adquisició d’un terreny per al nou Escorxador Públic, indicant que el concurs tindria lloc a les Casas Consistoriales el dia 26 del mes “corriente” a les 10:07 del matí. Així s'indica que el termini començarà a contar des del següent dia que es publiqui aquest anunci al Bolletí Oficial Provincial i a la Gaceta de Madrid. Així s'indiquen en el plec de condicions fins a 13 articles que haurien de complir els participants. El model de proposició que es va haver de presentar es el següent:
MODELO DE PROPOSICIÓN
Don... vecino de...habitante en la calle de... núm...piso...bien enterado del pliego de condiciones facultativas y económicas que ha de regir en la adquisición por el Excmo. Ayuntamiento del terreno necesario para emplazar un Matadero Público dentro de la parte de esta población precisamente limitada por la calle de Wilfredo…] […se compromete a vender una parcela de tierra situada en dicha zona, con sujeción a las citadas condiciones y cuya superficie es de (aquí el número de metros cuadrados en letras), por la cantidad (aquí la cantidad en letras y en pesetas). Fecha y firma del proponente.
Començarà llavors a configurar-se el projecte d’aquest nou Escorxador. De primeres després d’haver aprovat el pressupost inicial es va nombrar una comissió perquè viatgés a Madrid al juny per estudiar el funcionament dels seu escorxadors, aquesta comissió va estar formada entre altres per l’arquitecte municipal el Sr. Fradera. Al novembre d’aquest mateix any de 1927 va ser aprovat el projecte una vegada l’arquitecte havia presentat els plànols del conjunt i de detall, “Hemos podido admirar los planos...] [...y hemos quedado altamente complacidos del proyecto del señor Fradera, que le acredita sin duda alguna como Arquitecto de altura y de verdadero mérito.”
La visita al conjunt coincideix amb que es la primera vegada que s'obre al públic i es recorren les naus. Citant l’autor de l’article “El Rey, acompañado del alcalde, visitó las diversas naves del nuevo Matadero, que por cierto puede reputarse como modelo.” llavors ja es dona a entendre quina importància tindrà aquest edifici dins de la barriada, tan arquitectònicament parlant com simbòlicament. Així, l’arquitecte el Sr. Fradera, autor principal del projecte, va anant guiant al monarca i donant les explicacions pertinents, ensenyant-li fins i tot els plànols de l’obra

## Usos actuals
L'any 2011, que després de les pertinents reformes i restauracions, va reobrir convertit en un parc per a la ciutat, i especialment per al barri de La Salut, que fins aquell moment només comptava només amb la petita plaça d'Antonio Machado. També reobrí com un espai cultural i social amb la recuperació dels antics pavellons, alguns per activitats educatives i altres dedicades als jubilats. Tanmateix s'ha volgut conservar els forats de la tuneladora de L10 per tal de donar-los algun ús en el futur.